# St. Pius (Landshut)

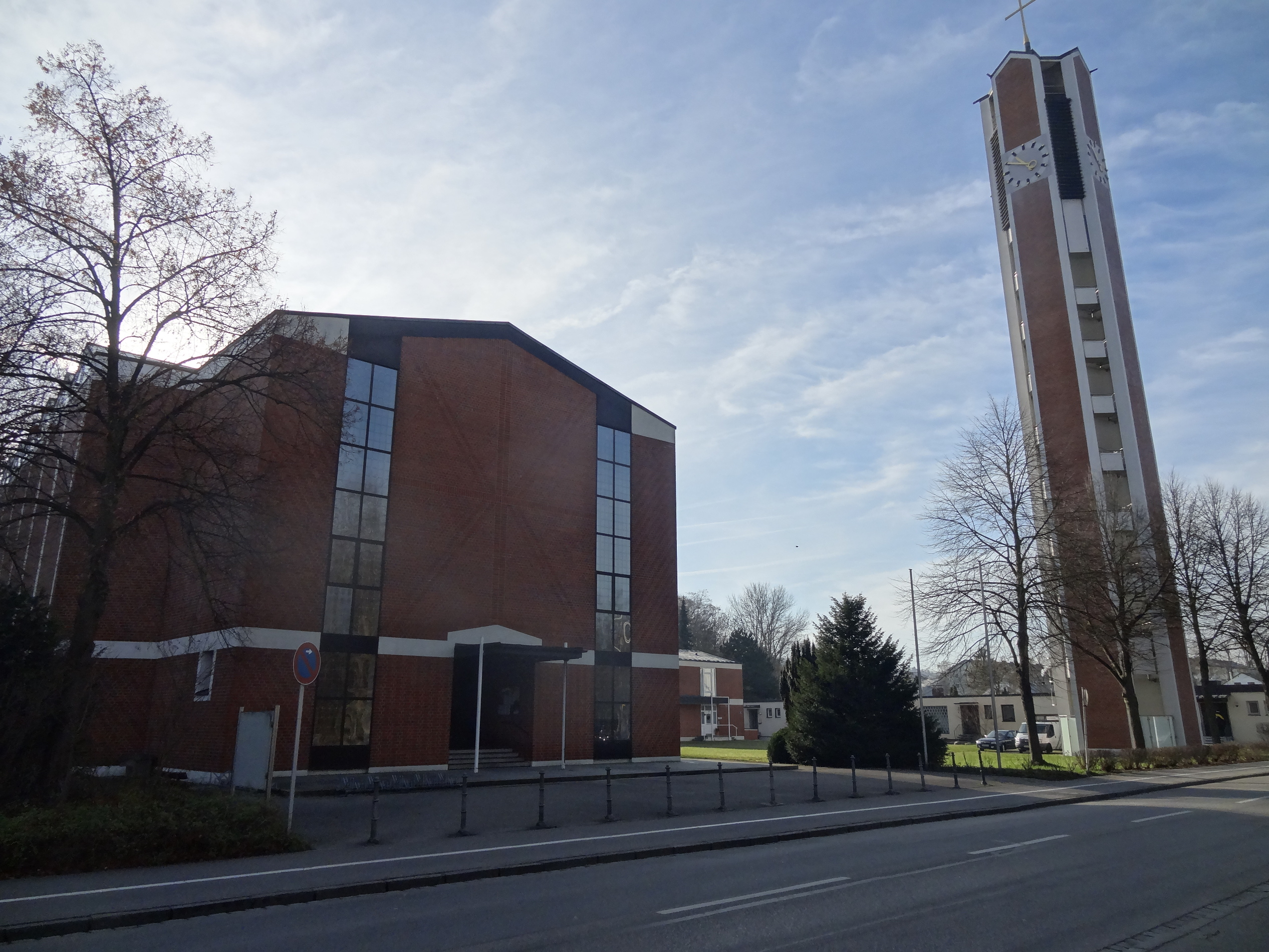
Außenansicht der Pfarrkirche St. Pius mit dem freistehenden Campanile

St. Pius (auch Piuskirche genannt) ist eine römisch-katholische Pfarrkirche der Diözese Regensburg, die sich im Westen der niederbayerischen Stadt Landshut befindet. Das in den Jahren 1961 bis 1963 errichtete, moderne Gotteshaus wurde dem erst 1954 heiliggesprochenen Papst Pius X. (Gedenktag: 21. August) geweiht.

## Geschichte

### Bis zum Baubeginn
Da die Mutterpfarrei St. Nikola trotz der Abspaltung der Gemeinden St. Wolfgang (1942) und St. Konrad (1952) infolge des starken Zuzugs bereits Ende der 1950er Jahre wieder rund 10.000 Katholiken zählte, wurde 1957 der Kirchenbauverein Papierer-Viertel gegründet. Dieses Stadtviertel ist nur durch die Isar, welche zugleich die Grenze zum Erzbistum München und Freising markiert, von der Landshuter Altstadt getrennt. Dementsprechend besuchten damals (wie teilweise auch noch heute) viele Gläubige aus dem Papiererviertel die Gottesdienste in der Martinskirche. Im Folgejahr 1958 wurde der Bau einer neuen Kirche im Landshuter Westen beschlossen, „um das religiöse Niemandsland an Rennweg, Schwaigerstraße, Querstraße und Klötzlmüllerstraße einer geordneten Betreuung zuzuführen“, wie es in einem Schreiben des Stadtpfarrers von St. Nikola, Josef Karl, an die Stadt Landshut vom 23. September 1958 heißt. Weiter ist darin ausgeführt: „Deshalb hat der Erzbischof von Regensburg den Unterzeichneten beauftragt sofort mit den Vorarbeiten für einen Kirchenbau zu beginnen, um mit dem Ausbau der Klötzlmüllerstraße und Luitpoldstraße, ebenso wie der Erstellung des neuen Krankenhauses Schritt halten zu können.“
Versuche, für den Kirchenbau private Grundstücke im Landshuter Westen zu kaufen, scheiterten. Daher wandte man sich an die Stadt Landshut, um das Grundstück, auf dem St. Pius heute auch tatsächlich steht, zu erwerben. Die Stadt hatte zunächst Bedenken gegen den Standort; so befürchtete sie eine Lärmbelästigung durch die nahen Sportstätten und dass das Glockengeläut der Genesung der Patienten im neuen städtischen Krankenhaus nicht zuträglich sein könnte. Da jedoch die kirchliche Seite auf dem Bauplatz bestand, stimmte schließlich auch die Stadt zu. Im Mai 1960 lag das Ergebnis eines auf drei Landshuter Architekten beschränkten Wettbewerbs vor, bei dem sich der Entwurf von Hans Hofbauer durchsetzen konnte. Dieser wurde, beginnend mit dem Spatenstich durch Stadtpfarrer Josef Karl am 24. Juli 1961, in leicht veränderter Form umgesetzt. Geplant war eine Bauzeit von eineinhalb Jahren, um pünktlich zum Weihnachtsfest 1962 die ersten Gottesdienste in der neuen Kirche feiern zu können. Der inzwischen verstorbene Erzbischof Buchberger hatte für den Neubau das Patronat des Papstes Pius X. vorgesehen, der als Papst der Liebe und des Friedens sowie als Papst der täglichen heiligen Kommunion gilt.

### Während der Bauzeit
Am 8. Oktober 1961 nahm der bischöfliche Finanzdirektor, Domkapitular Augustin Küffner, die feierliche Grundsteinlegung vor. Nachdem die Arbeiten wie geplant voranschritten, konnte am 10. August 1962 das Richtfest gefeiert werden. Dabei wurde des am 14. Juni verstorbenen Vaters des Kirchenbaus, Stadtpfarrer Josef Karl, gedacht. Zu den Ehrengästen gehörte der zukünftige Stadtpfarrer von St. Pius, Ludwig Maier, der sich ab dem 1. September 1962 in seiner neuen Gemeinde einrichtete. Am vierten Adventssonntag, dem 23. Dezember 1962, wurde St. Pius wiederum von Domkapitular Küffner vorläufig benediziert, sodass in der nur provisorisch fertiggestellten Kirche am nächsten Tag die erste Christmette gefeiert werden konnte. Zum 1. Januar 1963 wurde St. Pius schließlich zur selbstständigen Pfarrei erhoben; am 10. Februar 1963 wurde Ludwig Maier schließlich offiziell als Stadtpfarrer installiert.
Die Schulden aus dem rund 1,5 Millionen D-Mark teuren Kirchenbau gingen natürlich an die neue Pfarrei St. Pius über, die trotz der Schuldenlast noch große Teile der Innenausstattung anschaffen und den Turmbau vorantreiben musste. Letzterer konnte nur durch ein weiteres Darlehen in Höhe von 50.000 D-Mark finanziert werden. Die Kosten für die Turmuhr hingegen wurden zu einem großen Teil von der Stadt Landshut getragen. Auch auf eine Figur und eine Reliquie des Kirchenpatrons wollte die junge Pfarrgemeinde nicht verzichten, was weitere Kosten nach sich zog. Für die Kreuzwegtafeln, die von der hiesigen Künstlerin Marlene Reidel gestaltet wurden, fanden sich dagegen großzügige Spender. Nachdem der freistehende Turm fertiggestellt, aber noch ohne Glocken war, nahm der neue Regensburger Bischof Rudolf Graber am 3. Mai 1964 die offizielle Konsekration vor. Dabei wurden die Reliquien des heiligen Pius X. und zweier Märtyrer in die Piuskirche übertragen und in einer Kupferkapsel im neuen Volksaltar eingemauert.

### Erste Jahre in der neuen Pfarrkirche
Besonders in den ersten Jahren hatte die Pfarrgemeinde St. Pius viel mit Baumängeln zu kämpfen, die nach und nach behoben werden mussten. Darunter sind zum Beispiel das undichte Dach oder die im Winter zufrierende Dachentwässerung zu nennen. Im Jahr 1966 riss die erste, offensichtlich zu schwach ausgeführte Turmspitze bei einem Sturm ab. Sie wurde durch das heute noch vorhandene, vergoldete Kreuz ersetzt. Auch diverse Anschaffungen, wie zum Beispiel eine Figur des Kirchenpatrons sowie eine der Größe der Kirche angemessene Orgel, die das vorhandene Provisorium ersetzen sollte, mussten in den Folgejahren noch getätigt werden. Im Jahr 1974 wurde schließlich der Altarraum nach den Vorgaben der Liturgiereform umgestaltet. So zog sich die vollständige Tilgung der Bauschulden bis zum Jahr 1975 hin.

### Bau von Pfarrheim und Kindergarten
Auch sollte für die wachsende, mehrheitlich junge Gemeinde ein Pfarrheim mit Kindergarten auf einem Grundstück gegenüber der Piuskirche erbaut werden. Dieser Plan musste aber bereits im Jahr 1965 aufgegeben werden, da der dort vorhandene Platz nicht für beide Einrichtungen ausgereicht hätte. So plante man zunächst, das Pfarrheim zwischen Kirche und Turm zu errichten, sodass letzterer eine Verbindung zum Kirchenschiff erhalten hätte. Darin sollten auch Wohnung für den Mesner und einen Kaplan (einen solchen erhielt St. Pius erstmals im Jahr 1967) untergebracht sein. Da hierfür jedoch keinerlei Zuschüsse der Diözese eingeworben werden konnte, musste der Plan aufgegeben werden. Auch der Grundstückskauf für das Pfarrheim gegenüber der Pfarrkirche musste mangels Zuschüssen zurückgestellt werden.
Im Jahr 1969 wurde ein Kindergartenbauverein gegründet, der an dem heutigen Standort am Lortzingweg, also hinter der Bahnstrecke nach Neumarkt-Sankt Veit, ein Grundstück erwerben konnte. Zunächst war angedacht, dass die Caritas Bau und Betrieb des Kindergartens übernimmt; dem wurde aber eine Absage erteilt. Erst Ende des Jahres zeichnete sich die endgültige Lösung ab: die Stadt Landshut baut den Kindergarten mit Zuschüssen der Diözese Regensburg, der Betrieb wird von der Kirchenstiftung St. Pius übernommen. Im Jahr 1970 konnte mit dem Kindergartenbau begonnen werden, der Vollbetrieb startete am 1. September 1972.
Nach Abschluss des Kindergartenbaus ging man an den Bau des Pfarrheims: Unter erneuten hohen finanziellen Anstrengungen und nur dank Spenden von Pfarrangehörigen konnte hierfür das gewünschte Grundstück gegenüber der Kirche von der Stadt erworben werden. Im Jahr 1976 wurden schließlich eine etwas reduzierte Planung vom Bau- und Kunstausschuss der Diözese Regensburg genehmigt und mit einem Zuschuss versehen. Eine beträchtliche Summe für den Bau des Pfarrheims musste jedoch erneut von den Pfarrangehörigen aufgebracht werden. Dennoch konnte das Pfarrheim bereits im Jahr 1977 bezogen werden.

### Renovierungsarbeiten in jüngerer Zeit
Der Turm nahm im Laufe der Zeit durch Umweltbelastungen großen Schaden; außerdem wurden erhebliche Baumängel festgestellt. Zunächst war ein Abbruch und anschließender Ersatzneubau des Turmes im Gespräch. Tatsächlich wurden von 1998 bis 2003 umfangreiche Sanierungsarbeiten mit einem Kostenaufwand von mehr als 500.000 € durchgeführt. Auch die Turmuhr und das vergoldete Turmkreuz wurden in dieser Zeit überholt.
Von April 2017 bis März 2018 erfolgte eine Innenrenovierung der Pfarrkirche. Dabei wurde der Innenraum auf den Zustand vor einer Renovierung Ende der 1980er Jahre zurückgeführt. Auffälligste Maßnahme war die Freilegung eines Streifens des Backsteinmauerwerks an der Wand hinter dem Altar. Dieser Streifen bildet – vom Kircheneingang aus betrachtet – eine Art Fortsetzung des Mittelgangs zu dem Bronzemedaillon mit dem Lamm Gottes und weiter hinauf bis zum Dreifaltigkeitsfenster. Außerdem wurde die Orgel generalüberholt.

## Architektur

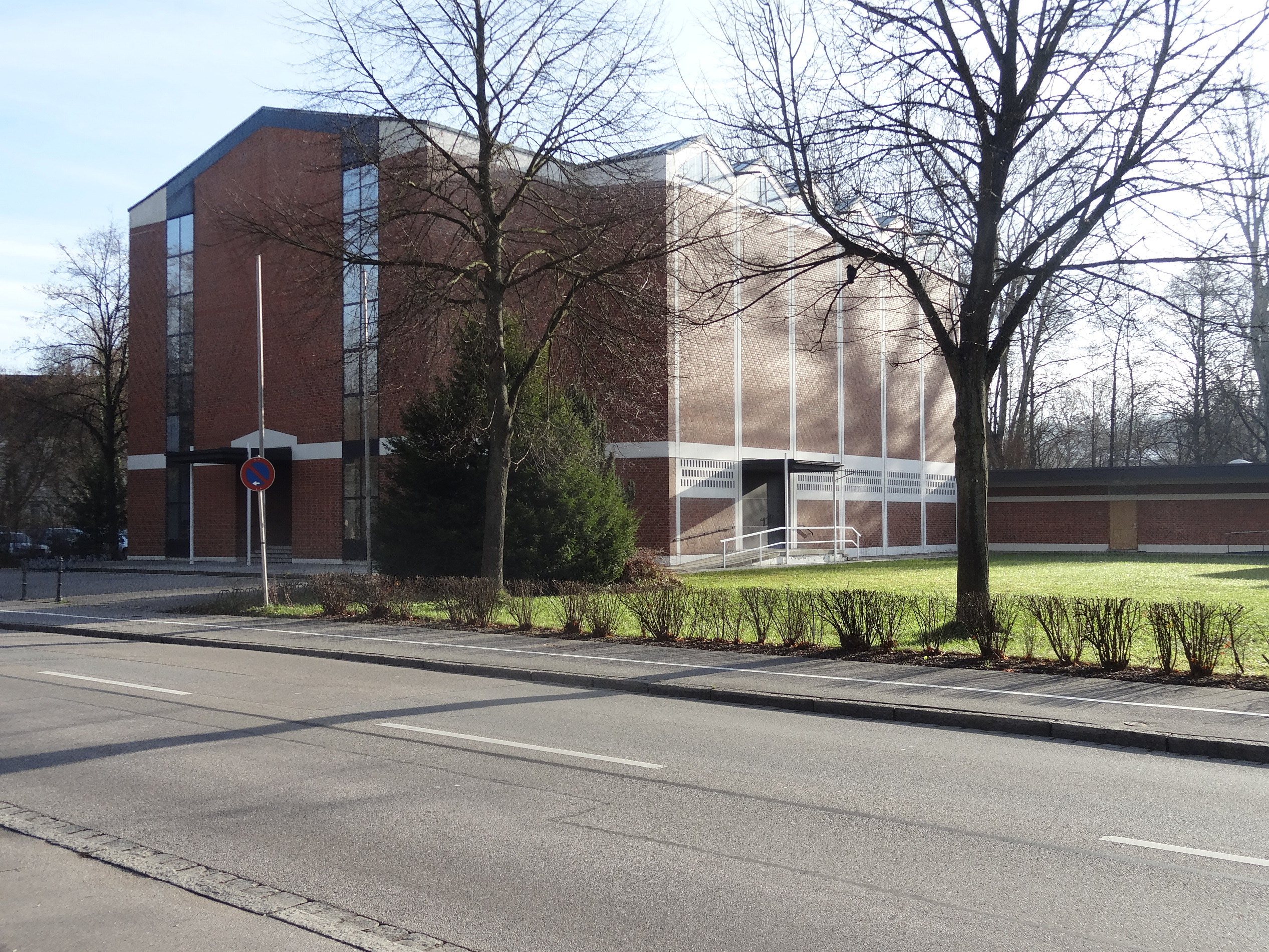
Außansicht von Nordwesten

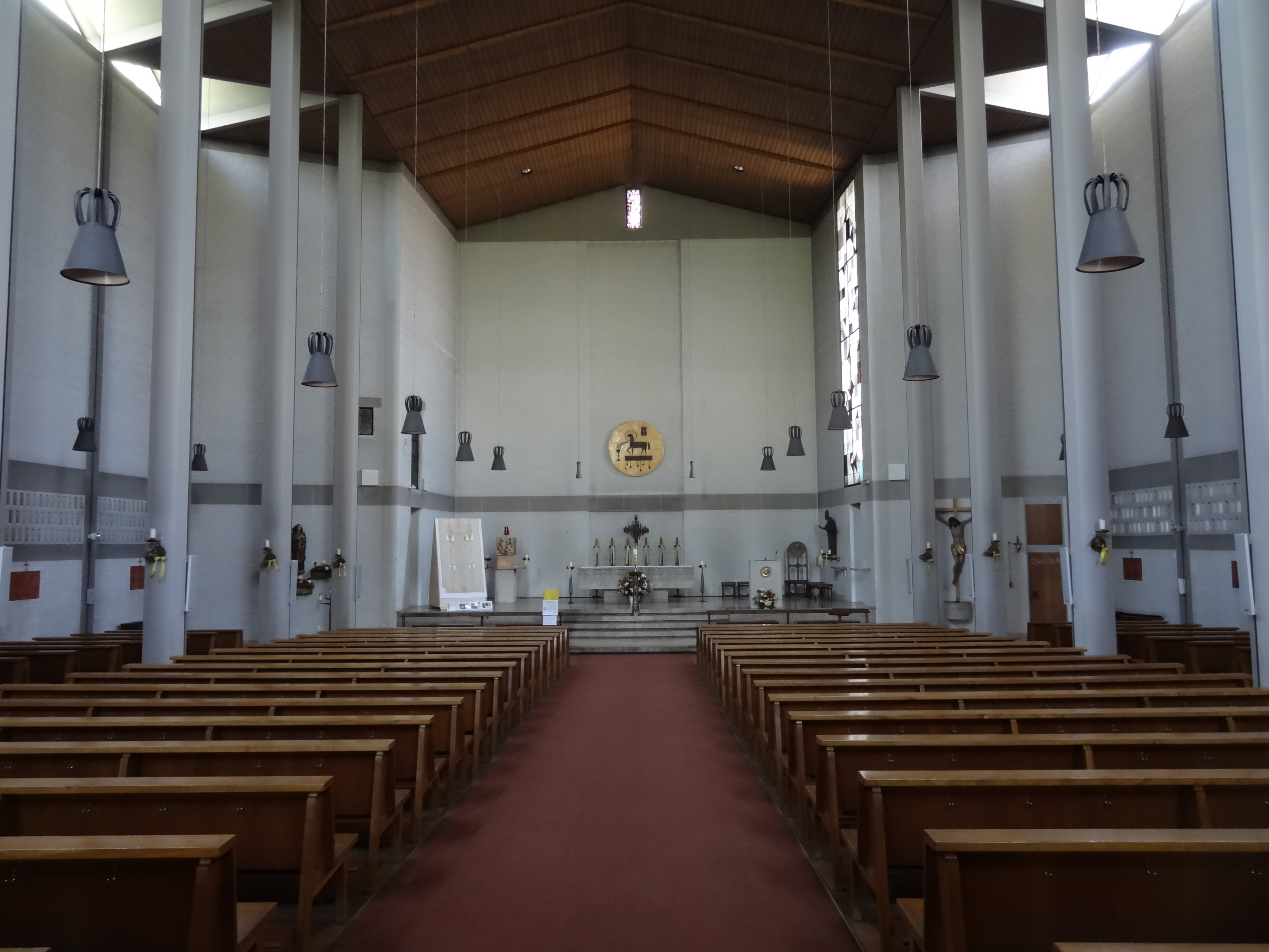
Innenansicht

### Außenbau
Die Piuskirche orientiert sich an den spätgotischen Backsteinkirchen der Landshuter Bauhütte, ist allerdings in moderner Erscheinungsform ausgeführt. Der 33 Meter lange, 20 Meter breite und 16 Meter hohe Bau besteht aus einem Stahlbetonrahmen, der mit Blankziegelmauerwerk ausgefacht ist und von Ringankern zusammengehalten wird. Die Deckenkonstruktion besteht aus Dachbindern und wird von Doppelstützen aus Stahlbeton getragen. Das Dach ist mit Kupferblech verkleidet. Die Kirche ist nicht wie in früheren Zeiten üblich nach Osten ausgerichtet, vielmehr befindet sich der Altarraum auf der Südseite des Gotteshauses. Bemerkenswert ist das eucharistische Kreuz an der Nordfassade oberhalb des Hauptportals, das durch die spezielle Fügung der Ziegelsteine entsteht.

### Turm
Rund 30 Meter westlich der Kirche befindet sich der freistehende, 54 Meter hohe Glockenturm, ein sogenannter Campanile. Dieser prägt zusammen mit dem Pfarrzentrum das so genannte „Piusviertel“ und gilt als Wahrzeichen des Landshuter Stadtteils West. Er ist über achteckigem Grundriss in offener Bauweise ausgeführt und besteht aus vier Stahlbetonwandscheiben, die sich mit vier offenen Fensterbändern abwechseln.

### Innenraum
Im Innenraum erfolgt eine dezente Raumaufteilung durch die beiden Reihen schlanker, 14 Meter hoher Stützpfeiler mit einem Querschnitt von nur 40 mal 40 Zentimetern. Dennoch erhält die Kirche dadurch die Raumwirkung der für die Spätgotik typischen dreischiffigen Hallenkirchen. Dabei ist das Mittelschiff deutlich breiter als die beiden Seitenschiffe und der rechteckige Chorraum gegenüber dem Mittelschiff nicht eingezogen. Ein Charakteristikum der Piuskirche ist der vom Hauptportal auf der Nordseite zum Altarraum hin leicht abfallende Fußboden. Die Orgelempore überspannt das Hauptportal und die beiden rückwärtigen Anbetungskapellen, die Fatimakapelle links des Haupteinganges und die Heilig-Kreuz-Kapelle auf der rechten Seite. Das Kircheninnere ist verhältnismäßig spärlich beleuchtet. Die Hauptlichtquelle im Kirchenschiff sind die Dreiecksfenster, die an den Seitenwänden direkt unter dem Dach angeordnet sind. Außerdem wird das Kirchenschiff durch die farblich effektvollen Beton-Glas-Bänder auf Augenhöhe und die vertikalen Lichtbänder an der Nordfassade beleuchtet. Auf der Westseite des Altarraumes befindet sich in großer Höhe ein bemaltes Glasfenster, in dem die Heilige Dreifaltigkeit dargestellt wird. Es zeigt das Auge Gottes, das Kreuz und eine Taube als Symbol für den Heiligen Geist. Außerdem ist die Westseite des Chorraumes mit einem großen farbigen Glasfenster ausgestattet.

## Ausstattung

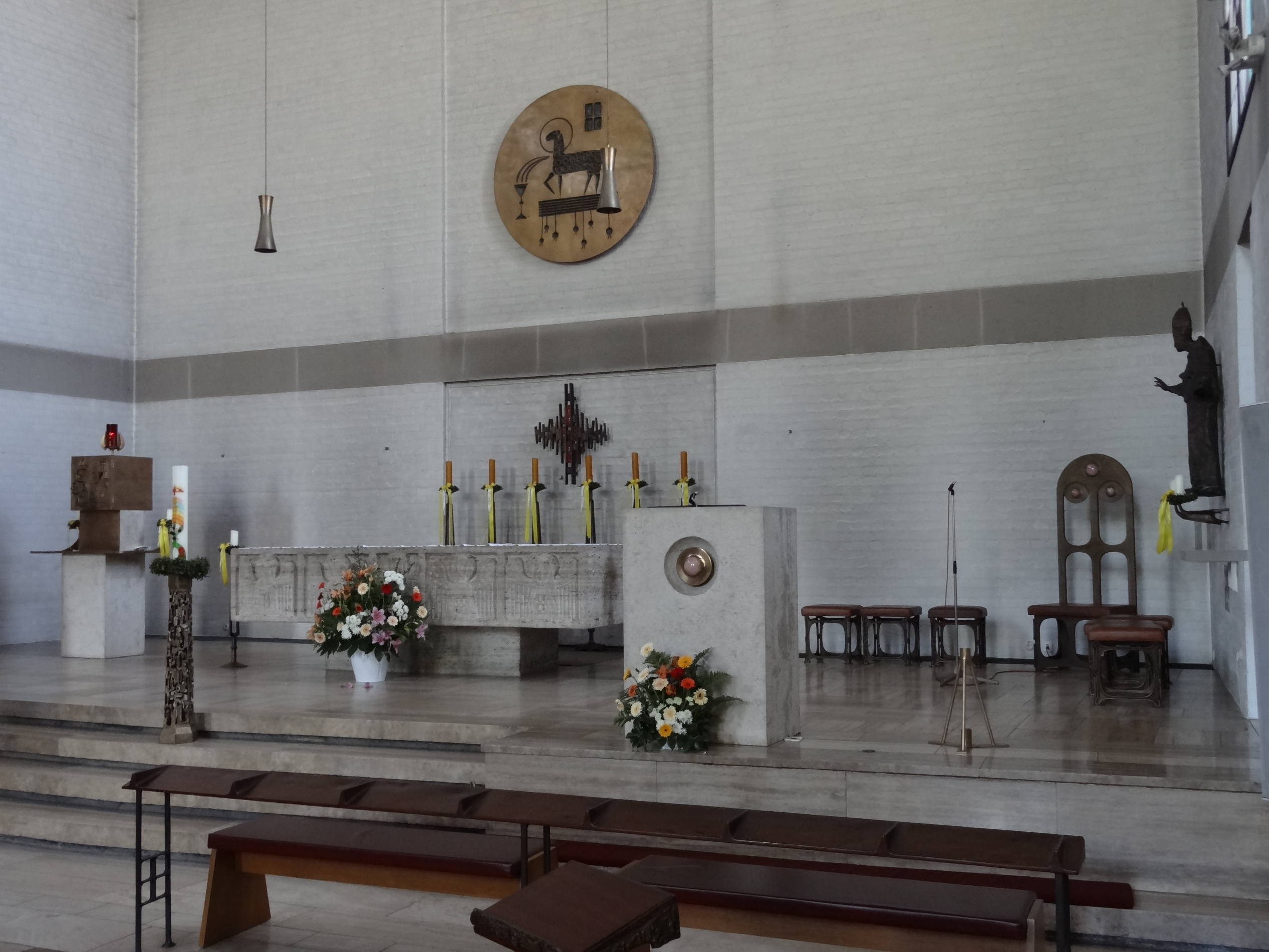
Altarraum

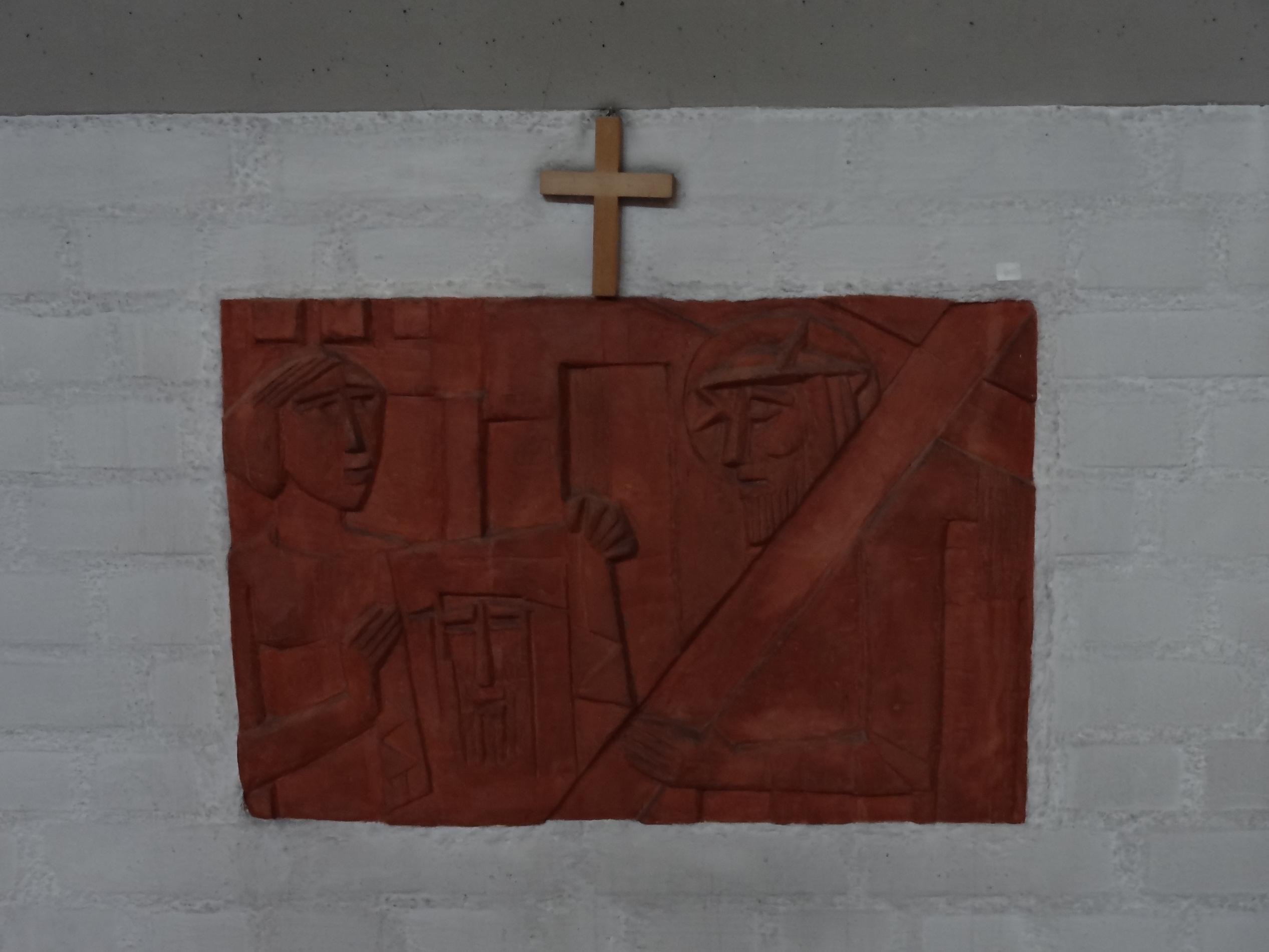
Kreuzwegtafel

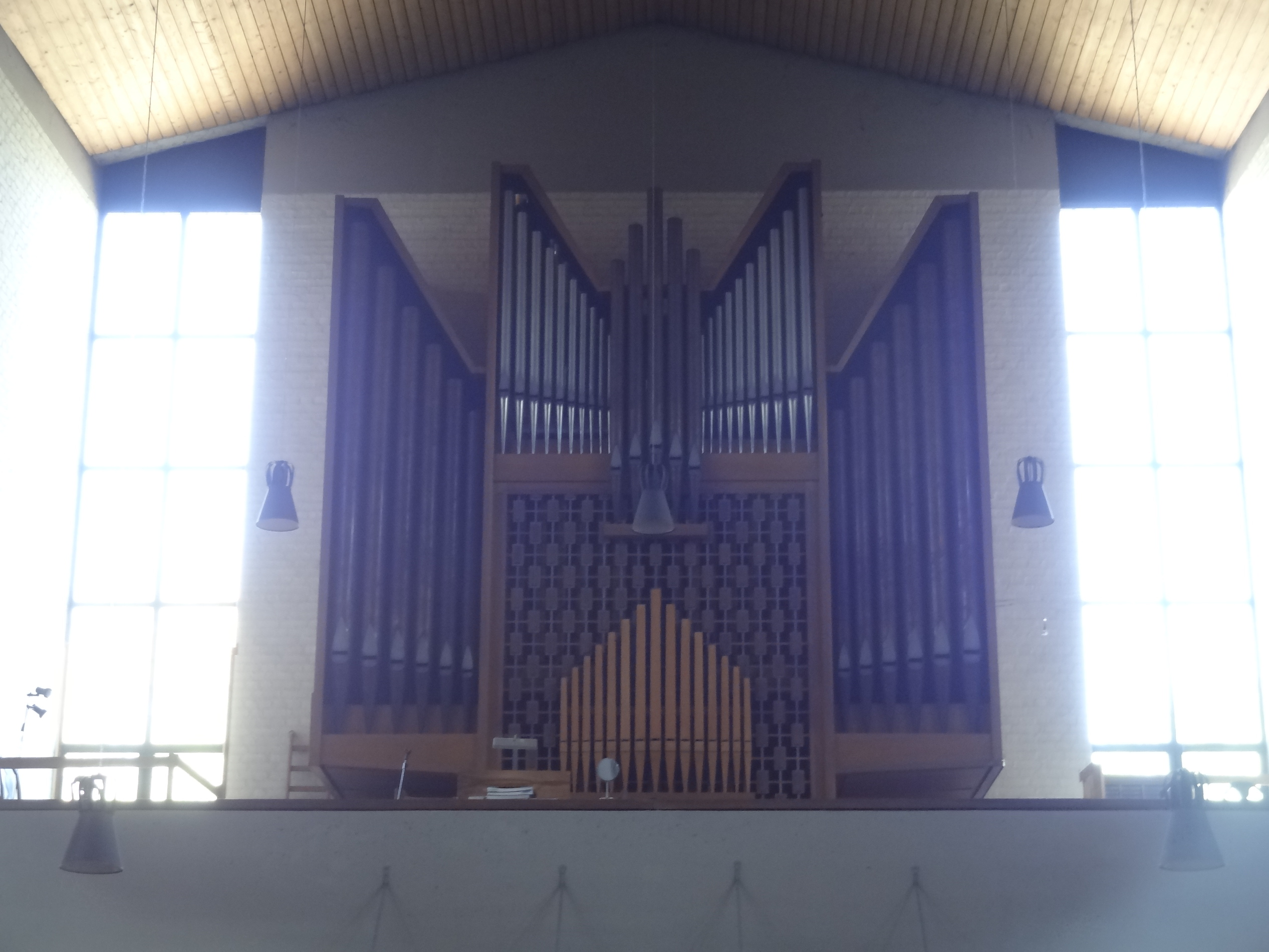
Orgel

### Altarraum
Die Ausstattung des Kirchenbaus ist wie in vielen modernen Kirchen sehr schlicht. Fast die gesamte Ausstattung des Altarraumes stammt von dem 2006 verstorbenen Landshuter Bildhauer Karl Reidel. Neben dem schlichten Zelebrationsaltar aus Travertin mit Reliefs der vier Evangelistensymbole schuf er auch den mit einem Rosenquarz verzierten Ambo und den Tabernakel mit einer Darstellung der wundersamen Brotvermehrung an den Türen.
Außerdem stammt von Reidel das an der Stirnwand über dem Altar angebrachte Bronzemedaillon, das das siegreiche Lamm Gottes mit der Osterfahne und dem Kelch auf dem Buch mit den sieben Siegeln zeigt. Das eindrucksvolle Kunstwerk besitzt einen Durchmesser von 1,8 Metern. Der erste Pfarrer von St. Pius, Ludwig Maier, schrieb dazu im Pfarrbrief zu Ostern 1975:

„Es handelt sich dabei um ein Symbol, welches das Abendmahl, den Erlösungstod, die Auferstehung, bezogen auf den Gründonnerstag, den Karfreitag und den Ostertag in Form einer Scheibe, sozusagen als Hostie, zum Ausdruck bringt.
Das Lamm war von Anfang an eines der gebräuchlichsten Symbole der christlichen Kunst, und zwar des Erlösers in seinem sühnenden Kreuzestod. Das versiegelte Buch, auf dem das Lamm steht, nimmt auf die Offenbarung des Hl. Johannes Bezug: Die Schicksale des Reiches Gottes sind den Menschen verborgen, Christus aber ist durch seinen Opfertod zur Öffnung des Buches würdig geworden und erweist sich trotz seines Opfertodes voller Kraft und Macht. Über dem Lamm ist das österliche Kreuz als stilisierte Siegesfahne dargestellt.“

Die über den Sedilien angebrachte Figur des Kirchpatrons Pius X. schuf hingegen der Künstler Hans Wurmer aus Hausen bei Kelheim; sie war ursprünglich am linken Seitenaltar aufgestellt.

### Kreuzweg
Der moderne Kreuzwegzyklus aus ziegelroten Reliefplatten, die sich kontrastreich von der weißen Wand abheben, ist unter den Beton-Glas-Bändern an den Seitenwänden angebracht und stammt von Karl Reidels Frau Marlene.

### Orgel
Im Jahr 1968 konnte erstmals über eine der Größe der Kirche entsprechende Orgel nachgedacht werden. Diese sollte nach den Vorgaben der Kirchenverwaltung Kosten von etwa 60.000 D-Mark nicht überschreiten, wovon 35.000 D-Mark bereits durch Spenden gedeckt waren. Der damalige Leiter des Kirchenchores protestierte jedoch vehement gegen die „Minimallösung“ und setzte sich für ein Instrument mit mindestens 30 Registern ein, das aber rund 100.000 D-Mark kosten würde. Da der Chorleiter in seinem Ansinnen von unabhängigen Experten unterstützt wurde, rang sich die Kirchenverwaltung im Januar 1969 zu dem Beschluss durch, eine ausbaufähige Orgel mit insgesamt 30 Registern im Endausbau anzuschaffen. In der ersten Ausbaustufe, die mit maximal 80.000 D-Mark veranschlagt war, sollten das I. Manual (Hauptwerk) mit sieben klingenden Registern, das II. Manual (Schwellwerk) mit zehn klingenden Registern und einem Tremolo und ein Pedalwerk mit sieben klingenden Registern umfassen. Die übrigen sechs Register, verteilt auf zwei weitere Pedalregister sowie ein III. Manual, sollten in einer späteren Ausbaustufe verwirklicht werden. Bestellt wurde das Instrument bei der Firma Orgelbau Eisenbarth in Passau.
Die erste Ausbaustufe dieser Orgel wurde im Jahr 1970 aufgebaut und konnte am Sonntag, den 15. November 1970 mit der Theresienmesse von Joseph Haydn und einem Orgelkonzert eingeweiht werden. Letztendlich betrugen die Kosten für die erste Ausbaustufe insgesamt 90.000 D-Mark. Da dieser Betrag bereits durch die Spendensumme übertroffen worden war, konnte rasch den Endausbau vorantreiben. Dieser wurde im Oktober 1973 eingeweiht.
Die letztlich umgesetzte Disposition lautet wie folgt:
| I Hauptwerk C–g3 |               |       |
| 1.               | Gedacktpommer | 16′   |
| 2.               | Principal     | 8′    |
| 3.               | Rohrflöte     | 8′    |
| 4.               | Oktav         | 4′    |
| 5.               | Superoktave   | 2′    |
| 6.               | Mixtur V-VI   | 1 ⁄3′ |

| II Schwellwerk C–g3 |              |        |
| 7.                  | Koppelflöte  | 8′     |
| 8.                  | Spitzgambe   | 8′     |
| 9.                  | Prinzipal    | 4′     |
| 10.                 | Kleingedeckt | 4′     |
| 11.                 | Quinte       | 2 ⁄3′  |
| 12.                 | Flageolett   | 2′     |
| 13.                 | Terz         | 1 3⁄5′ |
| 14.                 | Oktävlein    | 1′     |
| 15.                 | Scharff IV   | 2⁄3′   |
| 16.                 | Schalmey     | 4′     |
|                     | Tremulant    |        |

| III Brustwerk C–g3 |                    |      |
| 17.                | Gedackt            | 8′   |
| 18.                | Nachthorn          | 4′   |
| 19.                | Prinzipal          | 2′   |
| 20.                | Septenhörnlein III | 1′   |
| 21.                | Zimbel III         | 1⁄3′ |
| 22.                | Krummhorn          | 8′   |
|                    | Tremulant          |      |

| Pedal C–f1 |                 |       |
| 23.        | Prinzipalbaß    | 16′   |
| 24.        | Subbaß          | 16′   |
| 25.        | Oktavbaß        | 8′    |
| 26.        | Rohrgedackt     | 8′    |
| 27.        | Choralbaß       | 4′    |
| 28.        | Rauschpfeife IV | 2 ⁄3′ |
| 29.        | Posaune         | 16′   |

- Koppeln: II/I, III/I, III/II, I/P, II/P, III/P
- Spielhilfen: Crescendo, 2 freie Kombinationen, 1 freie Pedalkombination, HR ab, Tutti, Auslöser, Zungen ab, Crescendo ab

Anmerkungen:
1. ↑  neu von Sax 1976

### Glocken
Die fünf Glocken mit der Tonfolge c1-d1-e1-g1-a1 bilden ein C-Dur-Geläut. Sie wurden am 24. Juli 1964 von der Glockengießerei Rudolf Perner in Passau gegossen, am 12. September 1964 von Abt Emmeram Gilg aus dem Kloster Weltenburg geweiht und am 15. September 1964 aufgezogen. Die Glocken im Einzelnen sind:
| Nr. | Name                      | Gießer                                | Gussjahr | Gewicht [kg] | Durchmesser [mm] | Schlagton | Inschrift | Relief                      |
| --- | ------------------------- | ------------------------------------- | -------- | ------------ | ---------------- | --------- | --- | --------------------------- |
| 1.  | St. Pius                  | Glockengießerei Rudolf Perner, Passau | 1964     | 2190         | 1595             | c1+1      | SANCTE PIE, PASTOR BONE PROTEGE PAROCHIAM NOSTRAM („Hl. Pius, guter Hirte, beschütze unsere Pfarrgemeinde“)                                                                               | Hl. Pius X.                 |
| 2.  | Hl. Geist (Konzilsglocke) | Glockengießerei Rudolf Perner, Passau | 1964     | 1720         | 1310             | d1+3      | VENI SANCTE SPIRITUS ECCLESIAM TUAM RENOVA CONCILIO VATICANO SECUNDAO UT OMNES UNUM SINT („Komm Hl. Geist, erneuere deine Kirche durch das II. Vatikanische Konzil, daß alle eins seien“) | Hl. Geist                   |
| 3.  | Mariae Krönung            | Glockengießerei Rudolf Perner, Passau | 1964     | 1900         | 1260             | e1+2      | PACEM IN PRAESENTI ET GLORIAM IN FUTURO IMPLORA NOBIS, REGINA CAELORUM („Frieden in der Gegenwart und Herrlichkeit in Zukunft erflehe uns: Königin des Himmels“)                          | Krönung Mariens             |
| 4.  | St. Wolfgang              | Glockengießerei Rudolf Perner, Passau | 1964     | 697          | 1060             | g1+3      | SANCTE WOLFGANGE, EST NOBIS DOCTOR VITAE IN TERRIS ET INTERCESSOR IN COELIS („Hl. Wolfgang, er ist uns Lehrer des Lebens auf Erden und Fürbitter im Himmel“)                              | Hl. Wolfgang von Regensburg |
| 5.  | St. Joseph                | Glockengießerei Rudolf Perner, Passau | 1964     | 480          | 948              | a1+2      | FAMILIARUM COLUMEN SOLATIUM MISERORUM PATRONE MORIENTIUM SANCTE JOSEPH, ORA PRO NOBIS („Säule der Familien, Trost der Armen, Patron der Sterbenden, Hl. Josef, bitte für uns“)            | Sterbender Josef            |